# The Heart of a Brute
The Heart of a Brute è un cortometraggio muto del 1914 diretto da Bertram Bracken. Prodotto dalla Balboa Amusement Producing Company, era interpretato da Jackie Saunders.

## Produzione
Il film fu prodotto dalla Balboa Amusement Producing Company.

## Distribuzione
Distribuito dalla Box Office Attractions Company, il film - un cortometraggio di due bobine presentato da William Fox - uscì nelle sale cinematografiche statunitensi nel settembre 1914.